# Emesis cypria
Emesis cypria är en fjärilsart som beskrevs av Felder 1861. Emesis cypria ingår i släktet Emesis och familjen Riodinidae. Inga underarter finns listade i Catalogue of Life.

## Bildgalleri

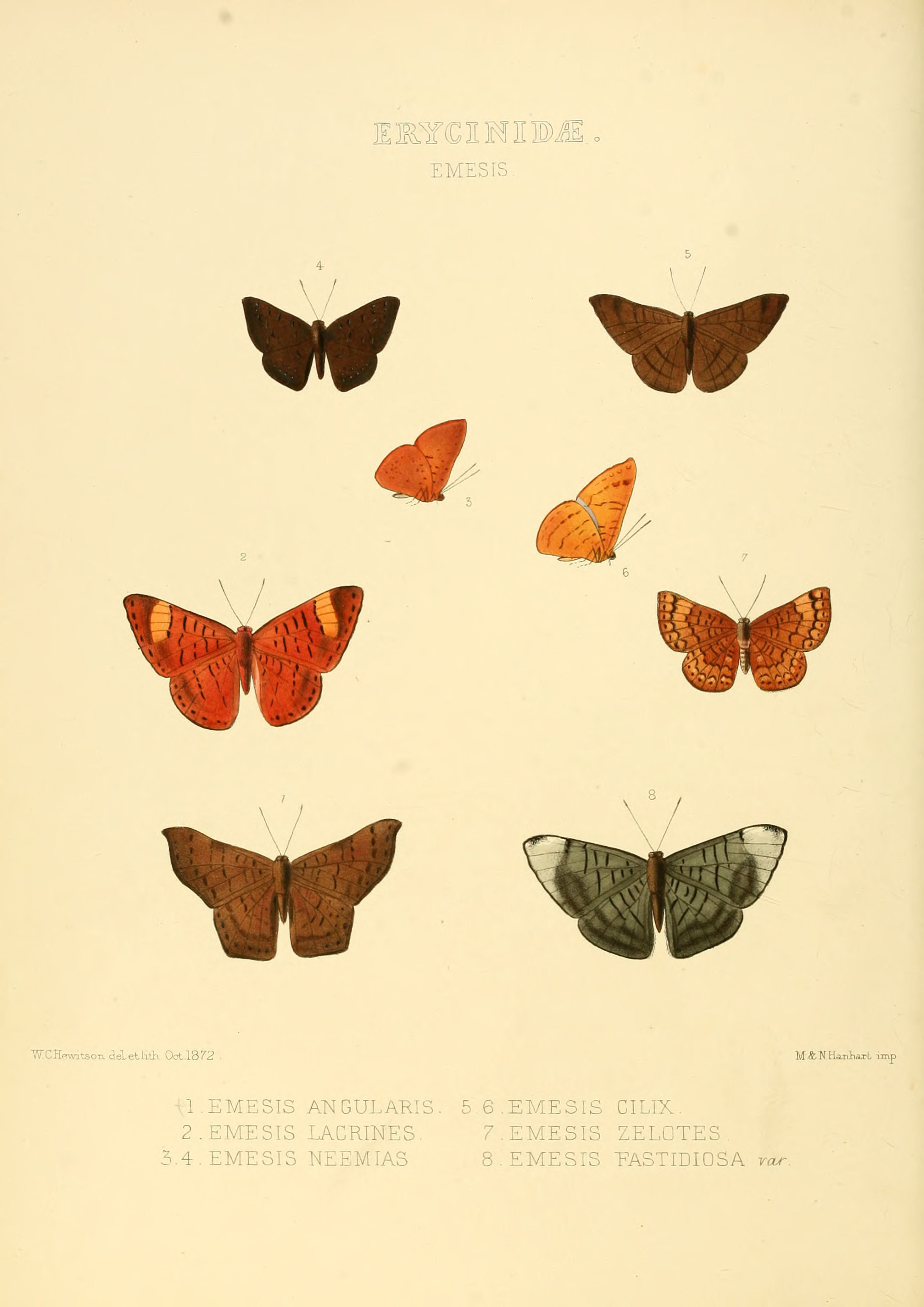